# EuroHockey Club Champions Cup 1986 (Herren, Feld)
Die 13. Austragung des EuroHockey Club Champions Cup (Herren, Feld) fand vom 16. bis 19. Mai 1986 beim SV Kampong in Utrecht statt.
Mit dem spanischen Athlétic Terrassa, dem sowjetischen Dinamo Alma-Ata, dem Royal Uccle Sport aus Belgien und Suboticanka aus Jugoslawien nahmen vier der acht Teams bereits 1985 teil. Der gastgebende niederländische Meister Kampong sicherte sich zum ersten Mal den Titel durch ein 5:2 n.7-m im Finale gegen den HTC Uhlenhorst Mülheim aus Deutschland.

## EuroHockey Club Champions Cup
Gruppe A
Freitag, 16. Mai 1986
- Royal Uccle Sport  – Atlètic Terrassa  1:5
- Uhlenhorst Mülheim  – SG Amsicora  6:0

Samstag, 17. Mai 1986
- Royal Uccle Sport  – SG Amsicora  6:2
- Atlètic Terrassa  – Uhlenhorst Mülheim  1:1

Sonntag, 18. Mai 1986
- Uhlenhorst Mülheim  – Royal Uccle Sport  6:2
- SG Amsicora  – Atlètic Terrassa  0:6

| .   |                    |      |        |
| Pos | Verein             | Tore | Punkte |
| 1.  | Uhlenhorst Mülheim | 13:3 | 5:1    |
| 2.  | Atlètic Terrassa   | 12:2 | 5:1    |
| 3.  | Royal Uccle Sport  | 9:13 | 2:4    |
| 4.  | SG Amsicora        | 2:18 | 0:6    |

Gruppe B
Freitag, 16. Mai 1986
- Belfast YMCA  – Suboticanka  5:1
- SV Kampong  – Dinamo Alma-Ata  3:0

Samstag, 17. Mai 1986
- Belfast YMCA  – Dinamo Alma-Ata  2:6
- SV Kampong  – Suboticanka  14:0

Sonntag, 18. Mai 1986
- SV Kampong  – Belfast YMCA  8:0
- Dinamo Alma-Ata  – Suboticanka  9:0

| .   |              |      |        |
| Pos | Verein       | Tore | Punkte |
| 1.  | SV Kampong   | 25:0 | 6:0    |
| 2.  | Club Egara   | 15:5 | 4:2    |
| 3.  | Belfast YMCA | 7:15 | 2:4    |
| 4.  | Suboticanka  | 1:28 | 0:6    |

Platzierungsspiele
Montag, 19. Mai 1986
- Spiel um Platz 7: SG Amsicora  – Suboticanka  2:2, Sieg Amsicora nach 7-m
- Spiel um Platz 5: Royal Uccle Sport  – Belfast YMCA  5:3
- Spiel um Platz 3: Atlètic Terrassa  – Dinamo Alma-Ata  3:1
- Finale: Uhlenhorst Mülheim  – SV Kampong  1:2

Endstand
- 1. SV Kampong  Euro Hockey Club Champions Cup 1986
- 2. Uhlenhorst Mülheim
- 3. Atlètic Terrassa
- 4. Dinamo Alma-Ata
- 5. Royal Uccle Sport
- 6. Belfast YMCA
- 7. SG Amsicora  (Abstieg für Italien zur EuroHockey Club Champions Trophy 1987)
- 8. Suboticanka  (Abstieg für Jugoslawien zur EuroHockey Club Champions Trophy 1987)

## EuroHockey Club Champions Trophy
Die EuroHockey Club Champions Trophy, damals noch unter dem Namen B-Division, fand vom 16. bis 19. Mai 1986 in der schwedischen Stadt Göteborg statt. Sie bildete den Unterbau zum EuroHockey Club Champions Cup. Die Clubs spielten neben dem Titel auch um den Aufstieg ihrer nationalen Verbände für die folgende Europapokalsaison.
Gruppe A
Freitag, 16. Mai 1986
- Racing Club  – Lech Posen  3:1
- Edinburgh CS  – Cardiff HC  1:0

Samstag, 17. Mai 1986
- Racing Club  – Cardiff HC  4:0
- Edinburgh CS  – Lech Posen  4:3

Sonntag, 18. Mai 1986
- Racing Club  – Edinburgh CS  0:1
- Cardiff HC  – Lech Posen  1:3

| .   |              |      |        |
| Pos | Verein       | Tore | Punkte |
| 1.  | Edinburgh CS | 6:3  | 6:0    |
| 2.  | Racing Club  | 7:2  | 4:2    |
| 3.  | Lech Posen   | 7:8  | 2:4    |
| 4.  | Cardiff HC   | 1:8  | 0:6    |

Gruppe B
Freitag, 16. Mai 1986
- Partille SC  – HC Olten  0:0
- Grammarians HC  – Ramaldense FC  1:0

Samstag, 17. Mai 1986
- Partille SC  – Ramaldense FC  3:1
- Grammarians HC  – HC Olten  2:2

Sonntag, 18. Mai 1986
- Partille SC  – Grammarians HC  1:3
- Ramaldense FC  – HC Olten  0:1

| .   |                |      |        |
| Pos | Verein         | Tore | Punkte |
| 1.  | Grammarians HC | 6:3  | 5:1    |
| 2.  | HC Olten       | 3:2  | 4:2    |
| 3.  | Partille SC    | 4:4  | 3:3    |
| 4.  | Ramaldense FC  | 1:5  | 0:6    |

Platzierungsspiele
Montag, 19. Mai 1986
- Spiel um Platz 7: Cardiff HC  – Ramaldense FC  3:1
- Spiel um Platz 5: Lech Posen  – Partille SC  2:0
- Spiel um Platz 3: Racing Club  – HC Olten  4:0
- Finale: Edinburgh CS  – Grammarians HC  3:1

Endstand
- 1. Edinburgh CS  (Aufstieg für Schottland zum EuroHockey Club Champions Cup 1987)
- 2. Grammarians HC  (Aufstieg für Gibraltar zum EuroHockey Club Champions Cup 1987)
- 3. Racing Club
- 4. HC Olten
- 5. Lech Posen
- 6. Partille SC
- 7. Cardiff HC
- 8. Ramaldense FC

## Quelle
Deutsche Hockey Zeitung Mai 1986